# Nyctophilus heran
Nyctophilus heran és una espècie de ratpenat de la família dels vespertiliònids. Viu a Indonèsia. El seu hàbitat natural és l'arbrat de sabana seca per sota de 1.000 metres d'altitud. Sol viure en petites colònies. No hi ha cap amenaça significativa per a la supervivència d'aquesta espècie, excepte la pèrdua d'hàbitat.